# Joey Porter
Joseph Eugene Porter (Kansas City, 22 marzo 1977) è un ex giocatore di football americano statunitense che ha militato nel ruolo di linebacker nella National Football League (NFL). Fu scelto nel corso del terzo giro (73º assoluto) del Draft NFL 1999 dai Pittsburgh Steelers. Al college giocò a football alla Colorado State University.

## Carriera

### Pittsburgh Steelers
Porter fu scelto dai Pittsburgh Steelers nel corso del terzo giro del draft 1999. Scelse di indossare il numero 55 in onore del suo idolo d'infanzia, Junior Seau. Nella stagione regolare giocò bene negli special team e vide aumentare il suo tempo in campo in difesa col procedere dell'anno. Il suo primo sack fu sul quarterback dei Cleveland Browns Tim Couch il 12 settembre, forzando con quell'azione un fumble.
Nel 2000, Porter finì secondo dietro Jason Gildon e stabilì un primato in carriera di 10,5 sack quell'anno. La sua stagione terminò con 74 tackle e un intercetto, venendo premiato come miglior difensore della AFC del mese di ottobre.
Porter giocò una delle migliori gare della carriera contro i Tampa Bay Buccaneers il 21 ottobre 2001, facendo registrare 6 tackle, 4 sack e un passaggio deviato, venendo premiato come difensore della AFC della settimana. Saltò l'ultima gara della stagione contro i Cleveland Browns, la prima persa in carriera, a causa di un infortunio alla spalla. La sua annata si concluse con 59 tackle e 9 sack.

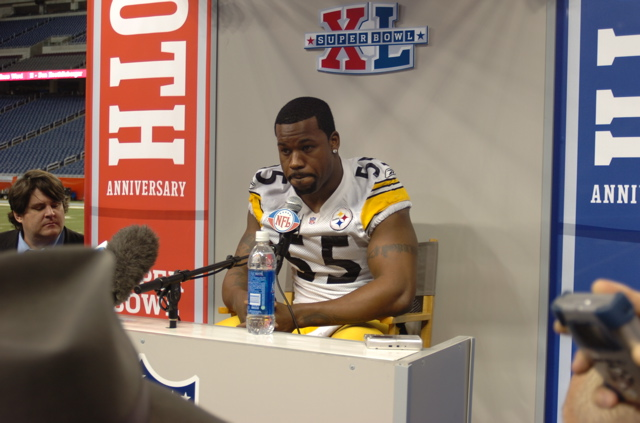
Porter al media day del Super Bowl XL.

Nella settimana 2 della stagione 2002, Porter disputò forse la sua migliore gara come professionista. Nella sconfitta per 30–17 contro gli Oakland Raiders mise a segno 7 tackle, 3 sack, 2 intercetti e 2 passaggi deviati. Uno di quegli intercetti lo ritornò per 84 yard, venendo premiato ancora come difensore della AFC della settimana. Porter terminò l'anno con 9 sack, il terzo anno consecutivo in cui raggiunse almeno quella cifra, stabilendo i nuovi primati personali in tackle (88), intercetti (4) e yard ritornate da intercetti (153). Per queste prestazioni fu convocato per il suo primo Pro Bowl.
Dopo una stagione 2003 non all'altezza delle precedenti, Porter si riprese nel 2004 venendo convocato per il suo secondo Pro Bowl. Terminò l'anno con 53 tackle, 7 sack e un intercetto fatto registrare il 26 dicembre su Kyle Boller dei Washington Redskins.
Porter ebbe una delle sue annate migliori nel 2005 e gli Steelers batterono i Seattle Seahawks andando a vincere il Super Bowl XL. Porter fu convocato per il suo terzo Pro Bowl pareggiando il suo primato in carriera di 10,5 sack oltre a 56 tackle, 2 intercetti e 4 fumble forzati. Mise a segno un sack in ognuna delle prime cinque gare della stagione.

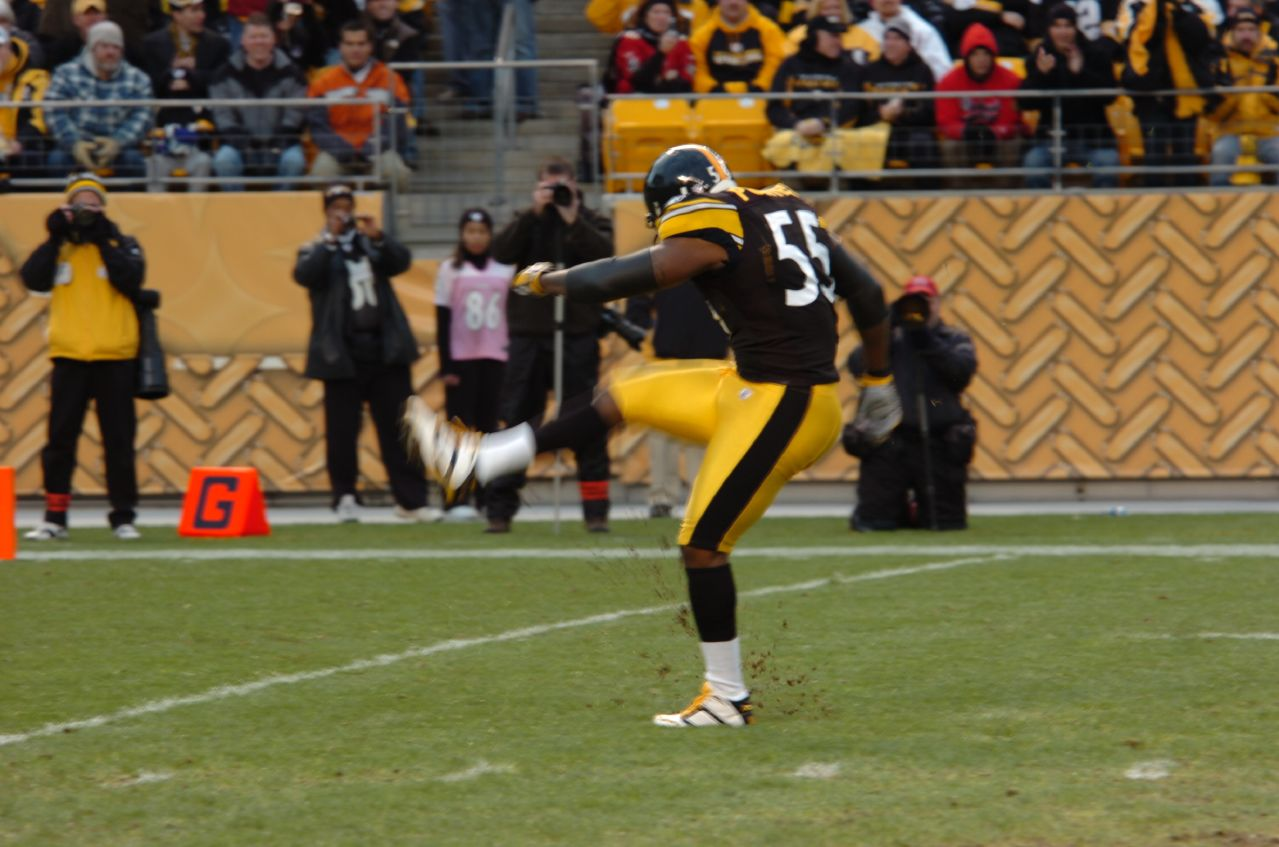
Porter nel 2006.

In quello che fu il suo ultimo anno come membro degli Steelers, Porter ebbe ciò che molti considerarono una stagione negativa. Mise a segno 7 sack ma 6 di essi giunsero in sole tre gare contro le mediocri linee offensive di Miami Dolphins, Oakland Raiders e Tampa Bay Buccaneers. Nella prima gara della stagione intercettò un passaggio di Daunte Culpepper e lo ritornò fino al suo primo touchdown, sigillando la vittoria della sua squadra.

### Miami Dolphins
Dopo essere stato svincolato dagli Steelers, Porter firmò con i Miami Dolphins l'8 marzo 2007 un contratto quinquennale del valore massimo di 32 milioni di dollari. Si guadagnò subito il ruolo di linebacker sul lato forte sul lato opposto a Jason Taylor ma quella stagione faticò mettendo a segno solo 5,5 sack, il suo minimo dal 2003.
La stagione 2008 vide Porter tornare su alti livelli guidando la AFC e giungendo secondo nella NFL con un record in carriera di 17,5 sack. Giocò un ruolo importante nel far passare i Dolphins da un record di 1-15 nel 2007 alla vittoria della AFC East division con un record di 11-5 nel 2008. Per queste prestazioni fu convocato per il suo quarto e ultimo Pro Bowl e inserito nel Second-team All-Pro.
Dopo una stagione 2009 negativa in cui fu anche sospeso per una gara dall'allenatore dei Dolphins Tony Sparano fu svincolato il 5 marzo 2010.

### Arizona Cardinals
Il 19 marzo 2010, Joey Porter firmò un contratto triennale del valore di 24,5 milioni di dollari dagli Arizona Cardinals. Nella sua prima stagione in Arizona mise a segno 50 tackle e 5 sack. Nel 2011 disputò sole sei gare a causa degli infortuni, ritirandosi a fine anno.

## Palmarès

### Franchigia
- Super Bowl : 1

Pittsburgh Steelers: XL
- American Football Conference Championship: 1

Pittsburgh Steelers: 2005

### Individuale
- Convocazioni al Pro Bowl: 4

2002, 2004, 2005, 2008
- All-Pro: 4

2002, 2004, 2005, 2008
- Difensore della AFC del mese: 1

ottobre 2000
- Formazione ideale di tutti i tempi dei Pittsburgh Steelers
- Formazione ideale della NFL degli anni 2000

## Vita privata
È il padre del cornerback, anch'egli agli Steelers, Joey Porter Jr..